# Osiągnięcie
Osiągnięcie (ang. credit) – wyodrębniony zestaw efektów uczenia się/kształcenia się – stanowiących składnik wymagań dla kwalifikacji, których uzyskanie zostało potwierdzone na podstawie przeprowadzonej walidacji.
Definicja odnosi się do projektu Polskiej Ramy Kwalifikacji, realizowanego przez Instytut Badań Edukacyjnych.
Powyższa definicja jest spójna z definicją podaną w Zaleceniu Parlamentu Europejskiego i Rady z dnia 18 czerwca 2009 roku w sprawie ustanowienia europejskiego transferu osiągnięć w kształceniu i szkoleniu zawodowym ECVET. Termin osiągnięcia odniesiony do zintegrowanego systemu kwalifikacji ma inne znaczenie niż w języku potocznym – nie dotyczy osiągnięć w jakiejkolwiek sferze, a odnosi się do spełnienia części wymagań dla kwalifikacji, np. zaliczenia przedmiotu, praktyki itp. Osiągnięcia mogą być wyrażane za pomocą liczby punktów (ECTS, ECVET).